# Pedro Pascual Farfán
Pedro Pascual Farfán, właściwie Pedro Pascual Francisco Farfán de los Godos (ur. 23 października 1870 w Cuzco, zm. 17 września 1945 w Limie) – peruwiański duchowny rzymskokatolicki, arcybiskup Limy w latach 1933-1945.

## Biografia
23 grudnia 1894 otrzymał święcenia kapłańskie.
6 sierpnia 1907 papież Pius X mianował go biskupem diecezji Huaraz. 15 grudnia 1907 przyjął sakrę biskupią z rąk delegata apostolskiego Peru i Boliwii Angelo Maria Dolci. Współkonsekratorami byli biskup Manuel Segundo Ballón Manrique oraz biskup Huánuco Pedro Pablo Drinot y Piérola.
19 kwietnia 1918 papież Benedykt XV mianował go biskupem diecezji Cuzco. 18 września 1933 mianowany przez papieża Piusa XI arcybiskupem Limy, Prymasem Peru.
Zmarł 17 września 1945 w Limie.